# I. Sancho navarrai király
I. Sancho Garcés (Rocaforte, 875 –‎ Resa, 925. december 11.), a XII. század közepétől már Navarrai Királyságnak nevezett Pamplonai Királyságnak a Ximena-házból (más írásmóddal Jimena- avagy Jiménez-házból) származó első királya (905–925). 

## Élete
Apja, García Jiménez (830?–885) a spanyol források többsége szerint a királyság régense (870–882) volt, de ő maga nem volt király. 
(Ugyancsak számos forrás szerint a Ximena–ház uralomra kerülése előtt csak három királya volt Pamplonának a Ximena–ház elődjéből, a vele rokon Íñiga-, avagy Arista–Iñiga–házból, mégpedig Íñigo Arista (uralkodott 816-tól 851-ig), fia: García Íñiguez (uralkodott: 851-től 882-ig) és az ő fia: Fortun Garcés, uralkodott: 882-től 905-ig; ezek az időpontok a források szerint hozzávetőlegesek. Mivel García Íñiguezt sok forrás nem jelöli „I. García” királyként, emiatt a királyok számozása bizonytalan.)
I. Sancho 906-ban úgy került hatalomra, hogy elűzte rokonát, Fortun Garcés királyt, akinek uralkodása alatt állandósult a polgárháború. Fortun Garcés halálának időpontja ismeretlen; egyébként az ő a leányági unokája (és García Íñiguez apai ági dédunokája), Toda Aznarez (876?–958) volt I. Sancho felesége. I. Sancho nehéz külső körülmények között szilárdította meg a királyság helyzetét, hiszen többször sikertelenül harcolt a mórok ellen. Ennek fő oka az volt, hogy a Córdobai Emirátus, illetve Kalifátus az Omajjád dinasztiából származó III. Abd Al-Rahmán (891–961) uralkodása idején (emír: 912-től 929-ig, kalifa: 929-től 961-ig) érkezett hatalma csúcspontjára. I. Sancho azonban eredményeket is ért el: növelte a királyság területét. Az, hogy megszerzett egyes baszk területeket, feszültségeket okozott Pamplona és az Asztúriai-, illetve a Leóni Királyság viszonyában.
I. Sancho halálakor a fia, García (919–970) csak hatéves volt, így utóda a testvére, Jimeno Garcés vagy másképpen: Jimeno Garcés navarrai király(? – 931) lett, bár egyes forrásmunkák őt csak régensnek tartják.